# José Ufarte
José Armando Ufarte Ventoso (Pontevedra, 17 de maio de 1941) é um ex-futebolista espanhol.

## Carreira

### Brasil
Nascido na Galiza, Ufarte passou a infância no Brasil, iniciando a carreira nas divisões de base do Flamengo, em 1958, subindo para o time principal em 1961, mesmo ano em que foi jogar no Corinthians. No Brasil, ficou mais conhecido pelo apelido de Espanhol e conquistou um Torneio Rio-São Paulo e um Campeonato Carioca pelo Flamengo (para o qual voltou já em 1962).e 1963> Ufarte foi levado para testes no Flamengo pelo seu amigo Jorge Costa Ferreira que era também, companheiro de time de pelada. 

### Espanha
Em 1964, voltou ao seu país natal (onde passou a ser conhecido pelo seu sobrenome Ufarte) para jogar no Atlético Madrid. Na temporada seguinte conquista o primeiro de seus três campeonatos espanhóis. No Atlético, conquistaria ainda duas Copas do Rei e por ele ingressaria na Seleção Espanhola que foi à Copa do Mundo de 1966.
Em 1974, passa a jogar no Racing Santander (então Real Santander) e lá encerraria a carreira, duas temporadas depois. É atualmente técnico da seleção sub-21 da Espanha.

## Títulos
Flamengo
- Campeonato Carioca: 1963
- Torneio Rio-São Paulo: 1961

Atlético de Madrid
- La Liga: 1965-66,1969-70 e 1972-73
- Copa del Rey:1965 e 1972